# Esteban II
Esteban II o III (Roma, c. 715-26 de abril del 757) fue el papa 92.º de la Iglesia católica desde el 26 de marzo del 752 hasta su muerte.

## Pontificado
Este papa ha pasado a la historia como el fundador de los Estados Pontificios. Tras la intervención de su antecesor Zacarías en el encumbramiento de Pipino el Breve como rey de los francos, y habiendo sido el propio Esteban II quien le coronó en 754, este papa dio al rey y sus hijos el título de «patricios de los Romanos» con el fin de atraerse su protección. El nuevo monarca no pudo negarse a auxiliar al papa cuando este se vio amenazado por el lombardo Astolfo que se disponía a atacar Roma. No solo le prestó asistencia militar en dos ocasiones (754-756) sino que en la segunda de ellas le entregó buena parte de los territorios ganados a los lombardos, tales como Rávena y la Pentápolis, tras la presentación a Pipino de un documento que contendría una supuesta donación de territorios al papado hecha por Constantino I siglos atrás, pero redactado en realidad por colaboradores de Esteban. Estas comarcas unidas a la ciudad de Roma y su entorno, ya pertenecientes a los papas con anterioridad en virtud de esta falsificación, dieron origen a los Estados Pontificios.

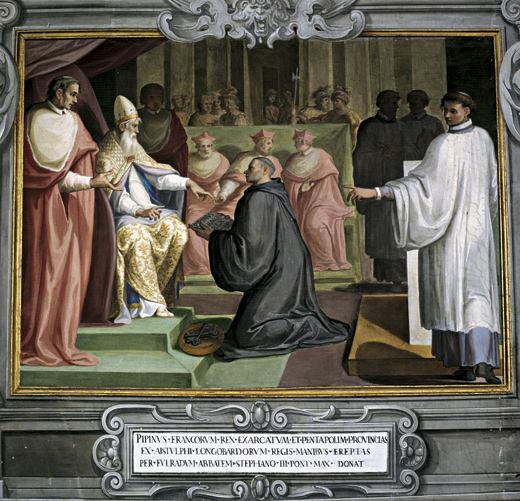
La donación de Pipino el Breve al Papa Esteban II (754).

## Nomenclatura del nombre Esteban

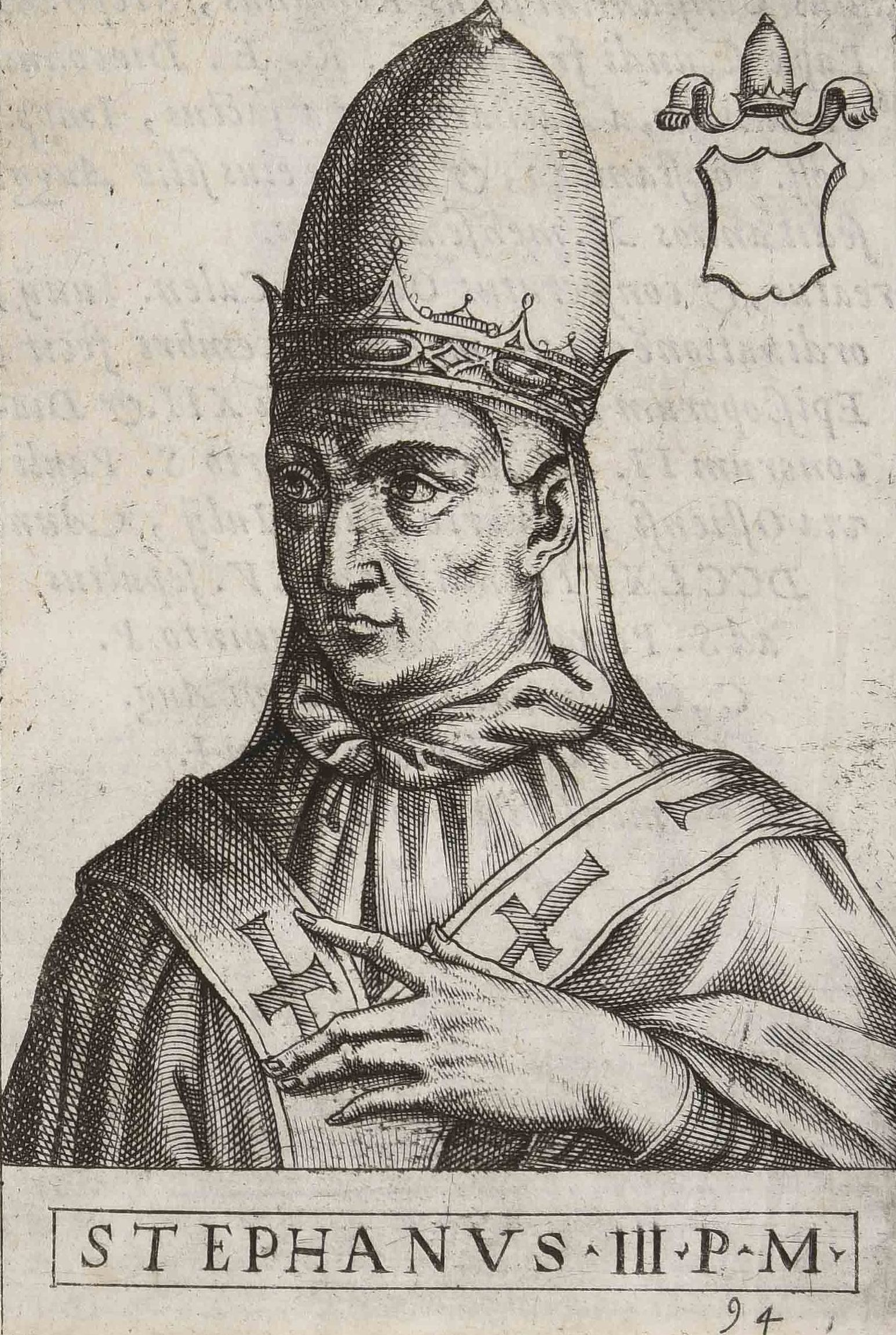
Stephanvs III P.M.
Grabado de Esteban II realizado por Giovanni Battista Cavalieri (1580, Biblioteca comunal de Trento)

Cuando el 22 de marzo de 752 fallece el papa Zacarías, es elegido para sucederle un sacerdote romano que tomó el nombre de Esteban. Tres días después de la elección, y antes de su ordenación como obispo de Roma, Esteban falleció víctima de una apoplejía.
En esa época la elección papal estaba sujeta a dos requisitos:
- El papa debía ser elegido entre los sacerdotes y diáconos de Roma, lo que implicaba que no podía ser obispo de otra diócesis.
- La elección sólo se consideraba legítima desde el día de la ordenación del elegido como obispo.

La fulminante muerte de Esteban impidió su ordenación como obispo de Roma, por lo que no se le consideró como un papa legítimo y fue borrado de las listas oficiosas de los pontífices, en las que debería haber figurado como Esteban II, puesto que un papa ya había llevado el nombre de Esteban I entre los años 254 y 257.
Entre 752 y 942, siete papas llevaron el nombre de Esteban en su pontificado y, cuando posteriormente se adoptó la costumbre de numerar a los papas homónimos para diferenciarlos, se les asignó los dígitos del II al VIII obviando al Esteban muerto de apoplejía antes de su ordenación y consagración. En 1057, cuando se eligió como papa a un nuevo Esteban y se había ya adoptado la costumbre de añadir un número, este tomo como nombre Esteban IX.
En el siglo IX, con la elección del papa Marino I, el primer requisito dejó de ser exigido, con lo que un obispo de otra diócesis podía ser elegido pontífice.
En cuanto al segundo requisito, se mantuvo hasta el siglo XII, en el que se pasó a considerar que  no era precisa la ordenación como obispo y que con el solo hecho de la elección, un papa era perfectamente legítimo. Este cambio de postura se debió a que, desde mucho antes, prácticamente todos los papas eran ya obispos en otras diócesis en el momento de su elección.
La desaparición de los dos requisitos permitió que papas como Celestino IV y Urbano VII, fallecidos antes de ser consagrados, o Adriano V, fallecido antes de ser ordenado sacerdote,  fueran considerados legítimos y ocuparan su lugar en las listas de papas.
En aplicación de esta nueva regla se rehabilitó a Esteban y se renumeraron todos los papas desde Esteban II, que pasó a ser conocido como Esteban III, hasta Esteban IX, que pasó a ser conocido como Esteban X.
En el siglo XX, durante el pontificado de Juan XXIII, se decidió nuevamente que Esteban no era un papa legítimo y fue nuevamente borrado de las listas de papas, incluido el Anuario pontificio, que aunque no tiene la consideración de “lista oficial” sí tiene el tratamiento de “lista autorizada” por la Santa Sede.
La relación de papas con el nombre de Esteban se extiende por tanto hasta Esteban IX.
Sin embargo existen historiadores y listas que en sus relaciones de papas recogen las dos posibles nomenclaturas y así por ejemplo para referirse al papa Esteban que reinó entre 816 y 817 lo numeran como Esteban IV o V.